# Andre Agassi
Andre Kirk Agassi, ameriški tenisač, * 29. april 1970, Las Vegas, Nevada, ZDA.
Agassi velja za enega najboljših tenisačev vseh časov in najboljšega returnerja. V svoji karieri je zaigral v petnajstih posamičnih finalih turnirjev za Grand Slam, na katerih je dosegel osem zmag, štiri na turnirjih za Odprto prvenstvo Avstralije, dve na turnirjih za Odprto prvenstvo ZDA ter po eno na turnirjih za Odprto prvenstvo Francije in Odprto prvenstvo Anglije, s čimer mu je uspel karierni Grand Slam. V finalih turnirjev za Grand Slam je petkrat igral proti največjem rivalu v svoji karieri Petu Samprasu, ki je štiri dvoboje dobil. Leta 1996 je nastopil na olimpijskem turnirju in osvojil zlato medaljo med posamezniki. Drži več teniških rekordov, med drugim za 26 zaporednih zmag na Odprtem prvenstvu Avstralije, kot najstarejši tenisač na čelu lestvice ATP ter za največ odigranih iger in nizov na turnirjih za Grand Slam.
Leta 1997 se je poročil z ameriško igralko Brooke Shields, toda dve leti za tem sta se ločila. Leta 2001 se je poročil z nemško tenisačico Steffi Graf, s katero ima dva otroka. Leta 2011 je bil sprejet v Mednarodni teniški hram slavnih.

## Finali Grand Slamov (15)

### Zmage (8)
| Leto | Turnir                      | Nasprotnik v finalu | Rezultat finala               |
| 1992 | Odprto prvenstvo Anglije    | Goran Ivanišević    | 6–7(8), 6–4, 6–4, 1–6, 6–4    |
| 1994 | Odprto prvenstvo ZDA        | Michael Stich       | 6–1, 7–6(5), 7–5              |
| 1995 | Odprto prvenstvo Avstralije | Pete Sampras        | 4–6, 6–1, 7–6(6), 6–4         |
| 1999 | Odprto prvenstvo Francije   | Andrej Medvedjev    | 1–6, 2–6, 6–4, 6–3, 6–4       |
| 1999 | Odprto prvenstvo ZDA        | Todd Martin         | 6–4, 6–7(5), 6–7(2), 6–3, 6–2 |
| 2000 | Odprto prvenstvo Avstralije | Jevgenij Kafelnikov | 3–6, 6–3, 6–2, 6–4            |
| 2001 | Odprto prvenstvo Avstralije | Arnaud Clément      | 6–4, 6–2, 6–2                 |
| 2003 | Odprto prvenstvo Avstralije | Rainer Schüttler    | 6–2, 6–2, 6–1                 |

### Porazi (7)
| Leto | Turnir                    | Nasprotnik v finalu | Rezultat finala         |
| 1990 | Odprto prvenstvo Francije | Andrés Gómez        | 6–3, 2–6, 6–4, 6–4      |
| 1990 | Odprto prvenstvo ZDA      | Pete Sampras        | 6–4, 6–3, 6–2           |
| 1991 | Odprto prvenstvo Francije | Jim Courier         | 3–6, 6–4, 2–6, 6–1, 6–4 |
| 1995 | Odprto prvenstvo ZDA      | Pete Sampras        | 6–4, 6–3, 4–6, 7–5      |
| 1999 | Odprto prvenstvo Anglije  | Pete Sampras        | 6–3, 6–4, 7–5           |
| 2002 | Odprto prvenstvo ZDA      | Pete Sampras        | 6–3, 6–4, 5–7, 6–4      |
| 2005 | Odprto prvenstvo ZDA      | Roger Federer       | 6–3, 2–6, 7–6(1), 6–1   |